# Jungia
Jungia L.f., 1782 è un genere di piante angiosperme dicotiledoni della famiglia delle Asteraceae.

## Descrizione

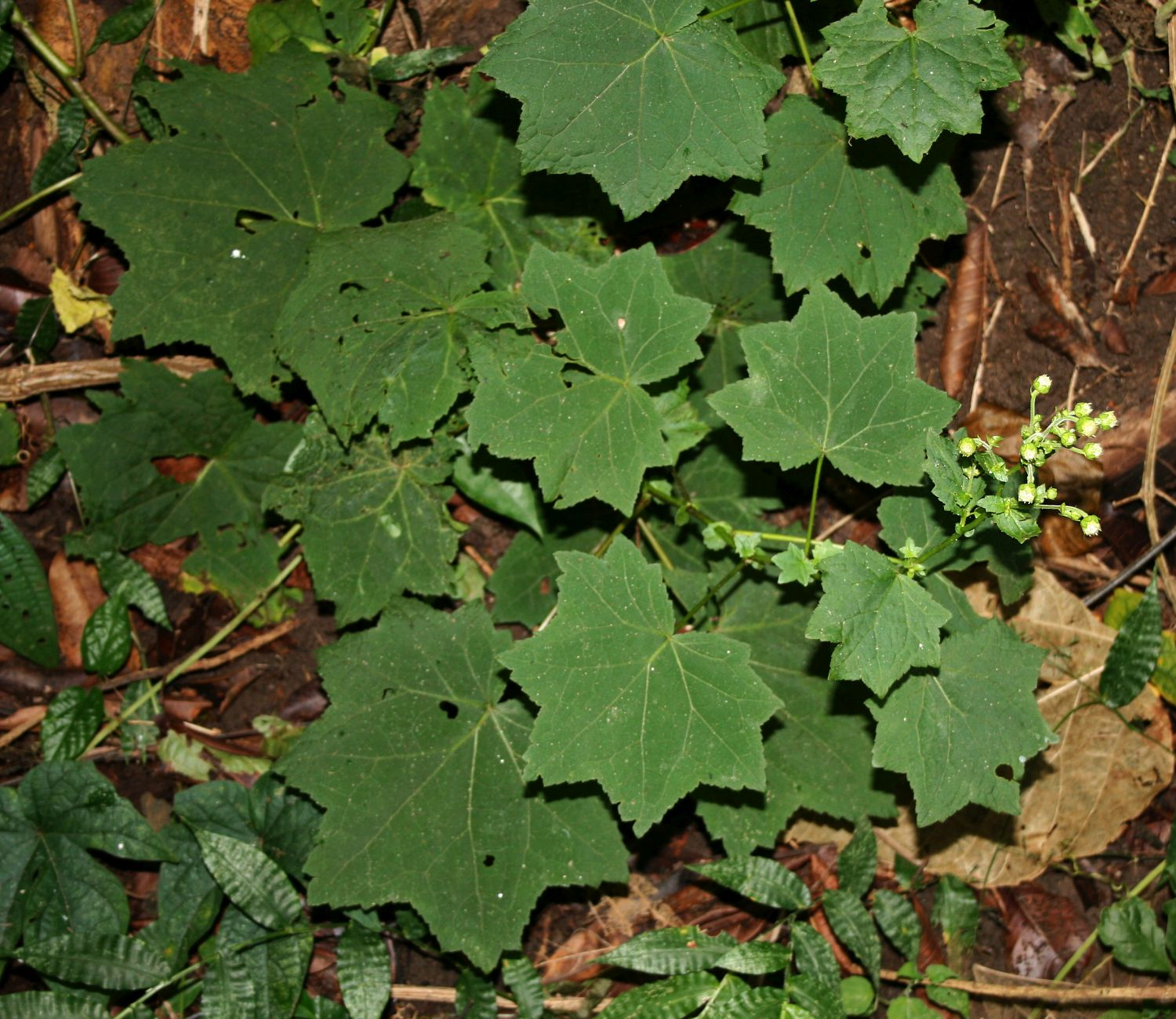
Le foglie
Jungia calyculata

Le specie di questo gruppo hanno un habitus erbaceo annuale o perenne, subarbustivo, arbustivo, lianoso o (raramente) rosulato. Sono prive di lattice.
Le foglie lungo il caule sono disposte in modo alternato e possono essere stipolate. La lamina fogliare, intera, è cordata e lobata. I bordi sono seghettati, dentati o crenati.
Le infiorescenze sono composte da capolini terminali raccolti in formazioni corimbose o panicolate Talvolta formano dei densi agglomerati). I capolini sono apparentemente radiati (per i grandi lobi esterni dei fiori tubulosi), sono inoltre omogami e sono formati da un involucro a forma strettamente cilindrica, spiraleggiante, campanulata o emisferica composto da brattee (o squame) all'interno delle quali un ricettacolo fa da base ai fiori. Le brattee, simili a foglie, disposte su una serie in modo embricato sono di vario tipo e consistenza. Il ricettacolo è provvisto di pagliette.
I fiori sono tetraciclici (a cinque verticilli: calice – corolla – androceo – gineceo) e in genere pentameri (ogni verticillo ha 5 elementi). I fiori sono ermafroditi e fertili.
- Formula fiorale:

*/x K {\displaystyle \infty }, [C (5), A (5)], G 2 (infero), achenio
- Calice: i sepali del calice sono ridotti ad una coroncina di squame.
- Corolla: le corolle sono bilabiate: il labbro esterno ha un grande lobo con tre denti terminali, quello interno è profondamente bifido con i lobi revoluti e attorcigliati. Le corolle sono colorate di bianco, rosa, purpureo o viola (raramente sono gialle).
- Androceo: l'androceo è formato da 5 stami con filamenti liberi e antere saldate in un manicotto circondante lo stilo.[9] Le antere in genere hanno una forma sagittata con appendici apicali acute intere. Le teche sono calcarate (provviste di speroni) e provviste di code. Il polline normalmente è tricolporato a forma sferica (può essere microechinato).
- Gineceo: il gineceo ha un ovario uniloculare infero formato da due carpelli.[9]. Lo stilo è unico, con due stigmi e un nodo basale glabro. Gli apici degli stigmi sono marcatamente bifidi, troncati e sono ricoperti da piccole papille o in qualche caso da peli penicillati. L'ovulo è unico e anatropo.

I frutti sono degli acheni con pappo. La forma degli acheni è snella da fusiforme a spiraleggiante; le pareti sono ricoperte da 5 coste (raramente sono presenti dei rostri) e sono glabre (o eventualmente setolose). Il carpoforo (o carpopodium) è un ampio anello. Il pappo (raramente è assente) è formato da setole disposte su una o due serie (in alcuni casi sono uniseriate), sono barbate o piumose del tutto o a volte sono subpiumose solo apicalmente, ed è direttamente inserito nel pericarpo o connato in un anello parenchimatico posto sulla parte apicale dell'achenio. Il pappo è colorato.

## Biologia
- Impollinazione: l'impollinazione avviene tramite insetti (impollinazione entomogama tramite farfalle diurne e notturne).
- Riproduzione: la fecondazione avviene fondamentalmente tramite l'impollinazione dei fiori (vedi sopra).
- Dispersione: i semi (gli acheni) cadendo a terra sono successivamente dispersi soprattutto da insetti tipo formiche (disseminazione mirmecoria). In questo tipo di piante avviene anche un altro tipo di dispersione: zoocoria. Infatti gli uncini delle brattee dell'involucro si agganciano ai peli degli animali di passaggio disperdendo così anche su lunghe distanze i semi della pianta.

## Distribuzione e habitat
Le specie di questo gruppo sono distribuite in Sudamerica e in parte in quella centrale.

## Tassonomia
La famiglia di appartenenza di questa voce (Asteraceae o Compositae, nomen conservandum) probabilmente originaria del Sud America, è la più numerosa del mondo vegetale, comprende oltre 23.000 specie distribuite su 1.535 generi, oppure 22.750 specie e 1.530 generi secondo altre fonti (una delle checklist più aggiornata elenca fino a 1.679 generi). La famiglia attualmente (2021) è divisa in 16 sottofamiglie.

### Filogenesi
La sottofamiglia Mutisioideae, nell'ambito delle Asteraceae occupa una posizione "basale" (si è evoluta precocemente rispetto al resto della famiglia) ed è molto vicina alla sottofamiglia Stifftioideae. La tribù Nassauvieae con la tribù Mutisieae formano due "gruppi fratelli" ed entrambe rappresentano il "core" della sottofamiglia.
Il genere Jungia descritto da questa voce appartiene alla tribù Nassauvieae. In alcuni studi più recenti (2018) il genere di questa voce risulta appartenere ad un clade (interno alla tribù) formato dai generi Berylsimpsonia, Dolichlasium, Jungia e Trixis. Il genere è stato diviso in quattro sezioni.
I caratteri distintivi per le specie di questo genere sono:
- il portamento è erbaceo, subarbustivo o arbustivo.
- le foglie possono essere stipolate;
- il ricettacolo ha le pagliette;
- la corolla è bilabiata;
- i bracci dello stilo sono incoronati da papille.

Il numero cromosomico delle specie di questo genere è: 2n = 36, 40 e 42.

### Elenco specie
Questo genere comprende le seguenti 29 specie:
- Jungia axillaris Spreng.
- Jungia beckii  Harling
- Jungia calyculata  Cuatrec.
- Jungia coarctata  Hieron.
- Jungia crenatifolia  Harling
- Jungia discolor  Muschl.
- Jungia ferruginea  L.f.
- Jungia fistulosa  Hieron.
- Jungia floribunda  Less.
- Jungia glandulifera  Harling
- Jungia gracilis  Harling
- Jungia gunnerifolia  (S.Díaz) Diazgr. & F.Ávila
- Jungia hirsuta  Cuatrec.
- Jungia karstenii  Cuatrec.
- Jungia mitis  Benoist
- Jungia ovata  Harling
- Jungia paniculata  A.Gray
- Jungia pauciflora  Rusby
- Jungia polita  Griseb.
- Jungia pringlei  Greenm.
- Jungia rugosa  Less.
- Jungia schuerae  Harling
- Jungia sellowii  Less.
- Jungia sordida  J.Kost.
- Jungia spectabilis  D.Don
- Jungia stuebelii  (Hieron.) Crisci
- Jungia vitocensis  Cuatrec.
- Jungia weberbaueri  Cerrate
- Jungia woodii  D.J.N.Hind

### Sinonimi
Sono elencati alcuni sinonimi per questo genere:
- Dumerilia Lag. ex DC.
- Martrasia  Lag.
- Tostimontia  S.Díaz
- Trinacte  Gaertn.